# Kostel Saint-Bernard de la Chapelle
Kostel Saint-Bernard de la Chapelle (tj. svatého Bernarda v La Chapelle) je katolický farní kostel v Paříži. Nachází se v 18. obvodu v ulici Rue Affre a na náměstí Square Saint-Bernard. Byl postaven v 19. století v novogotickém slohu.

## Historie
Kostel byl postaven v 19. století v bývalé obci La Chapelle, která byla v roce 1860 připojena k Paříži. K vysvěcení kostela došlo v roce 1861, v roce 1863 byly v kostele instalovány varhany, které vytvořil Aristide Cavaillé-Coll. Kostel získal jméno po zaniklé obci. Nenachází se ovšem na území čtvrtě La Chapelle, ale v sousední čtvrti Goutte-d'Or. Během Pařížské komuny (1871) sídlil v kostele revoluční klub.
Zásadním způsobem vstoupil kostel do dějin v roce 1996, kdy jej obsadila skupina nelegálních cizinců z Mali a Senegalu. Zhruba 300 uprchlíků se usídlilo v kostele 28. června 1996 a žádalo o udělení azylu. V březnu 1996 obsadili kostel sv. Ambrože v Paříži, ale z něj byli policií vypuzeni a pobývali na různých místech v Paříži, až se uchýlili do zdejšího kostela. Tato událost byla velmi sledována médii. 23. srpna 1996 ráno byl kostel násilím vyklizen jednotkami CRS, aniž by příkaz potvrdil soud.
Tato akce znamenala změnu v zákonech týkajících se nelegálních cizinců ve Francii  a měla i mezinárodní dopad. Ve Francii se konaly demonstrace proti politice vlády Alaina Juppého. Někteří nelegální cizinci byli deportováni, ale mnoho jich zůstalo, neboť jejich děti se narodily ve Francii, jejich partneři byli Francouzi nebo pracovali dlouhou dobu ve Francii.
V listopadu 1997 vydal kasační soud důležité rozhodnutí ve věci vyklizení kostela svatého Bernarda, když potvrdil, že zatčení osob na místě a následné vystěhování bylo oprávněné.
Obsazení kostela nelegálními cizinci se stalo inspirací pro divadelní hru Et soudain, des nuits d'éveil (A náhle, noční probouzení). Objevilo se též ve filmu Nés en 68.